# 1901 v loďstvech
Tento článek obsahuje významné události v oblasti loďstev v roce 1901.

## Události
25. srpna – Ruská vláda rozhodla o vybudování vojenského přístavu v Port Arthuru.

7. listopadu – Francouzské loďstvo zaútočilo na turecký ostrov Lesbos. Jednalo se o odvetnou akci za neuznání francouzského nároku v rámci tzv. otomanského státního dluhu.

## Lodě vstoupivší do služby
- 4. února –  USS Wisconsin – predreadnought třídy Illinois

- 5. května –  SMS Kaiser Wilhelm der Große – predreadnought třídy Kaiser Friedrich III.

- 24. května –  Ammiraglio di Saint Bon – bitevní loď třídy Ammiraglio di Saint Bon

- červen –  HMS Albion – bitevní loď třídy Canopus

- 10. června –  SMS Kaiser Barbarossa – predreadnought třídy Kaiser Friedrich III.

- 9. srpna –  Koningin Regentes – pobřežní bitevní loď třídy Koningin Regentes

- září –  HMS Formidable a HMS Implacable – bitevní loď třídy Formidable

- 16. září –  USS Illinois – predreadnought třídy Illinois

- 30. září –  SMS Szigetvár – chráněný křižník třídy Zenta